# Joaquim Pijoan i Arbocer
Joaquim Pijoan i Arbocer,  is een Catalaans kunstschilder en schrijver. Hij werd op 27 maart 1948 in Santa Cristina d'Aro geboren. Ofschoon hij zichzelf in de eerste plaats als een schilder beschouwt, heeft hij de meest bekendheid met zijn letterkundige werk gekregen. 

## Werken
- L'amor a Venècia 2008
- Somni 1983
- Diari del pintor JP, dagboek
- Sayonara Barcelona 2007, uitgeverij Proa.  De hoofdpersoon van het verhaal is ontgoocheld over het Barcelona van na de Olympische Zomerspelen 1992. Na een lange afwezigheid herkent hij zijn stad niet meer. De roman is meer dan een eenvoudige vergelijking tussen een oude en een nieuwe wereld. Hij gaat over verandering van mensen en hun idealen, over de strijd voor het overleven van de Catalaanse taal tegen de Spaanse invasie, over het verdriet over een mooie stad die aan hebzuchtige vastgoedspeculanten ten prooi valt, over de waarde van succes en mislukking.[3]

## Prijzen
- 1989 Premi Documenta de narrativa voor Somni
- 2006 Premi Sant Jordi de novel·la voor Sayonara Barcelona

- Biblioteca Nacional de España: XX1070891
- Catàleg d'autoritats de noms i títols de Catalunya: 981058527725806706
- Gemeinsame Normdatei: 1183907796
- International Standard Name Identifier: 0000 0000 5923 6721
- Library of Congress Control Number: n2007063404
- Système universitaire de documentation: 133709256
- Virtual International Authority File: 26517269
- WorldCat: E39PBJpv6pprHpvjtYycbwTj4q